# Charles Perrier (homme politique)
Pour les personnes ayant le même patronyme, voir Perrier.
Pour le médecin, voir Charles Perrier.
Charles Perrier ou Charles Nicolas Perrier, né le 1er janvier 1813 à Épernay (Marne) et mort le 20 décembre 1878 dans la même ville, est un homme politique français.

## Biographie
Il est le fils de Pierre-Nicolas Perrier et Rose-Adélaïde Jouët, fondateurs de la maison de Champagne Perrier-Jouët qu'il dirige de 1848 à 1878. La valeur du capital de l'entreprise fut multiplié par 46, sous sa direction.
Il remplace également son père aux fonctions de maire d'Épernay le 15 novembre 1854. Il est maire d'Épernay pendant 16 ans jusqu'en 1870. Il est député de la Marne de 1866 à 1870, siégeant dans la majorité dynastique soutenant le Second Empire.
Il fait construire l'imposant Château Perrier, dont les caves sont un véritable « château sous terre » permettant de stocker 600 000 bouteilles, le bâtiment donné à la ville en 1943 abritait un musée et la bibliothèque municipale.

## Distinctions
- Chevalier de la Légion d'honneur (1863).

## Source
- « Charles Perrier (homme politique) », dans Adolphe Robert et Gaston Cougny, Dictionnaire des parlementaires français, Edgar Bourloton, 1889-1891 [détail de l’édition]